# Urban Mysłowski
Urban Mysłowski herbu Rawicz – podwojewodzi łukowski, sędzia łukowski w 1794 roku.
Był konsyliarzem ziemi łukowskiej w konfederacji targowickiej.